# Comic Hall Stars
Comic Hall Stars est un spectacle vivant  crée en 2006 puis une émission de télévision française diffusée pour la première fois le 22 mars 2008 sur France 4. Ce programme se distingue par son format original qui met en scène des duels humoristiques entre comédiens amateurs ou professionnels. Inspirée des battles de rap, l’émission transforme l’humour en véritable compétition.

## Concept

### Spectacle vivant
Sur la scène du théâtre de l’Européen, réaménagée en ring de boxe, le spectacle Comic Hall Stars, créé en 2006 par Kiamanga « Spike » Boukambou, met en scène des duels humoristiques où des candidats s’affrontent en trois reprises de trois minutes. Les participants doivent enchaîner traits d’esprit et réparties percutantes pour mettre leurs adversaires au tapis, tout en respectant des règles strictes interdisant les attaques personnelles sur la famille .
Animé par Chicken Boubou, comédien issu du Jamel Comedy Club, qui veille à maintenir une ambiance dynamique et festive, l’événement mêle improvisation et écriture travaillée dans des ateliers. Inspiré de formats américains tels que Yo Momma et Snaps, ce tournoi humoristique reflète la diversité culturelle française en réunissant des artistes aux styles variés, issus aussi bien des quartiers populaires que des milieux bourgeois-bohèmes. Le public, acteur central du spectacle, vote à chaque affrontement pour désigner les vainqueurs, confirmant ainsi Comic Hall Stars comme une vitrine incontournable de l’humour urbain.

### Adaptation télévisée
L’émission repose  comme dans le spectacle vivant sur des affrontements humoristiques en trois rounds, où les participants, appelés « vanneurs », se confrontent sur une scène organisée comme un ring de boxe. Les candidats doivent improviser ou présenter des sketchs préparés pour faire rire un jury et le public. Chaque duel est arbitré par Chicken Boubou, humoriste et rappeur, qui régule le ton et veille au respect des règles.
Le public joue un rôle crucial, exprimant son enthousiasme ou sa déception en direct. À la fin de l'émission, le jury détermine le vainqueur.

## Origines et évolution
Comic Hall Stars est le fruit de la collaboration entre Kiamanga « Spike » Boukambou, producteur et directeur artistique, et Chicken Boubou. Initialement conçu comme une sitcom intitulée Hall Sweet Hall, le projet a évolué vers un format participatif à la suite du succès des événements humoristiques comme le Comic Street Show. Ces spectacles ont permis d’expérimenter le concept avant de l’adapter à la télévision.

« Les sélections se font sur des rencontres où l'on teste leur capacité à rebondir sur des vannes et l'univers qu'ils dégagent. Au départ, c'était des auditions et puis le bouche à oreille a fonctionné et les gens sont venus d'eux-mêmes postuler »

— Kiamanga « Spike » Boukambou, producteur du Comic Hall Stars .
L’émission s’inscrit dans la lignée de formats similaires développés aux États-Unis, notamment l’émission Snaps en 1994 et des battles humoristiques diffusées sur MTV en 2006.

## Format

### Structure
- Trois rounds de trois minutes chacun.

- Les thèmes varient selon les confrontations.

- Chaque candidat dispose d’un temps limité pour convaincre.

### Règles
- Les blagues à caractère raciste, pornographique ou portant sur les parents des participants sont strictement interdites.

### Coaching
- Les participants bénéficient d’ateliers pour perfectionner leur écriture humoristique et leur performance scénique.

## Réception publique
Lors de sa diffusion, l’émission a été saluée pour son énergie et son approche novatrice. Elle a permis de mettre en lumière de nouveaux talents issus de divers horizons. Bien que centrée sur l’humour des banlieues françaises, souvent associé à une mixité culturelle forte, l’émission a attiré des candidats d’origines géographiques et sociales variées. Cependant, certains critiques ont relevé des similitudes marquées avec des formats américains préexistants, questionnant l’originalité du concept. Malgré cela, Comic Hall Stars a su s’imposer comme un rendez-vous incontournable de l’humour à la télévision française.

## Équipe
- Producteur et directeur artistique: Kiamanga « Spike » Boukambou
- Producteur et co-créateur : Mamadi Traoré
- Animateur principal : Chicken Boubou
- Jury : composé de personnalités du monde artistique et musical, renouvelé à chaque représentation
- DJ : Dj Junkaz Lou
- Musique générique : Michel Bampély et Chicken Boubou
- Metteur en scène : Annabel Gragui-Morad